# Henri Hamal
Henri Hamal, né à Liège le 20 juillet 1744 et mort le 17 septembre 1820 , est un  compositeur, chef d'orchestre et organiste liégeois. Il était le neveu de Jean-Noël Hamal, également compositeur et organiste à Liège.

## Biographie
Hamal a étudié avec son oncle Jean-Noël Hamal qui était organiste et maître de chapelle à la cathédrale Saint-Lambert de Liège. Avec le soutien de la fondation Darchis, il put partir en 1763 en voyage d'étude en Italie. En 1769, il revint et en 1770 succède à son oncle Jean-Noël Hamal comme organiste et maître de chapelle à la cathédrale Saint-Lambert, bien que son oncle a été en mesure de conserver le titre.
Puis, il devint organiste et maître de chapelle à la cathédrale Saint-Paul à Liège en 1801, la nouvelle cathédrale du diocèse. Dans les dernières années de sa vie, il écrit le livre Annales des progrès du théâtre, de l'art musical et de la composition dans l'ancienne principauté de Liège depuis l'année 1738 jusqu'en 1806: essay historique sur les concerts et le théâtre de Liège.
En tant que compositeur, il a écrit beaucoup de musique religieuse, trois Requiem, des hymnes, des litanies, des vêpres, des motets et des psaumes mais aussi des œuvres laïques, tels que les cantates wallonnes et chansons.
Comme son grand-père, Henri-Guillaume Hamal, et son oncle, Jean-Noël Hamal, il a organisé son propre concert dans le bâtiment de l'Émulation à Liège.
Henri Hamal est également un collectionneur d’œuvres d'art. Il rassemble, archive et annote des centaines de pièces réalisées par ses contemporains : Joseph Dreppe, Carlo Maratta, Guido Reni, Laurent Pécheux…

## Publication
- Annales de la musique et du théâtre à Liège de 1738 à 1806 (avant-propos, introduction et notes par Maurice Barthélemy), Liège, Mardaga, 1989, 207 p. (ISBN 978-2-87009-420-4, lire en ligne)